# Deir Rafat

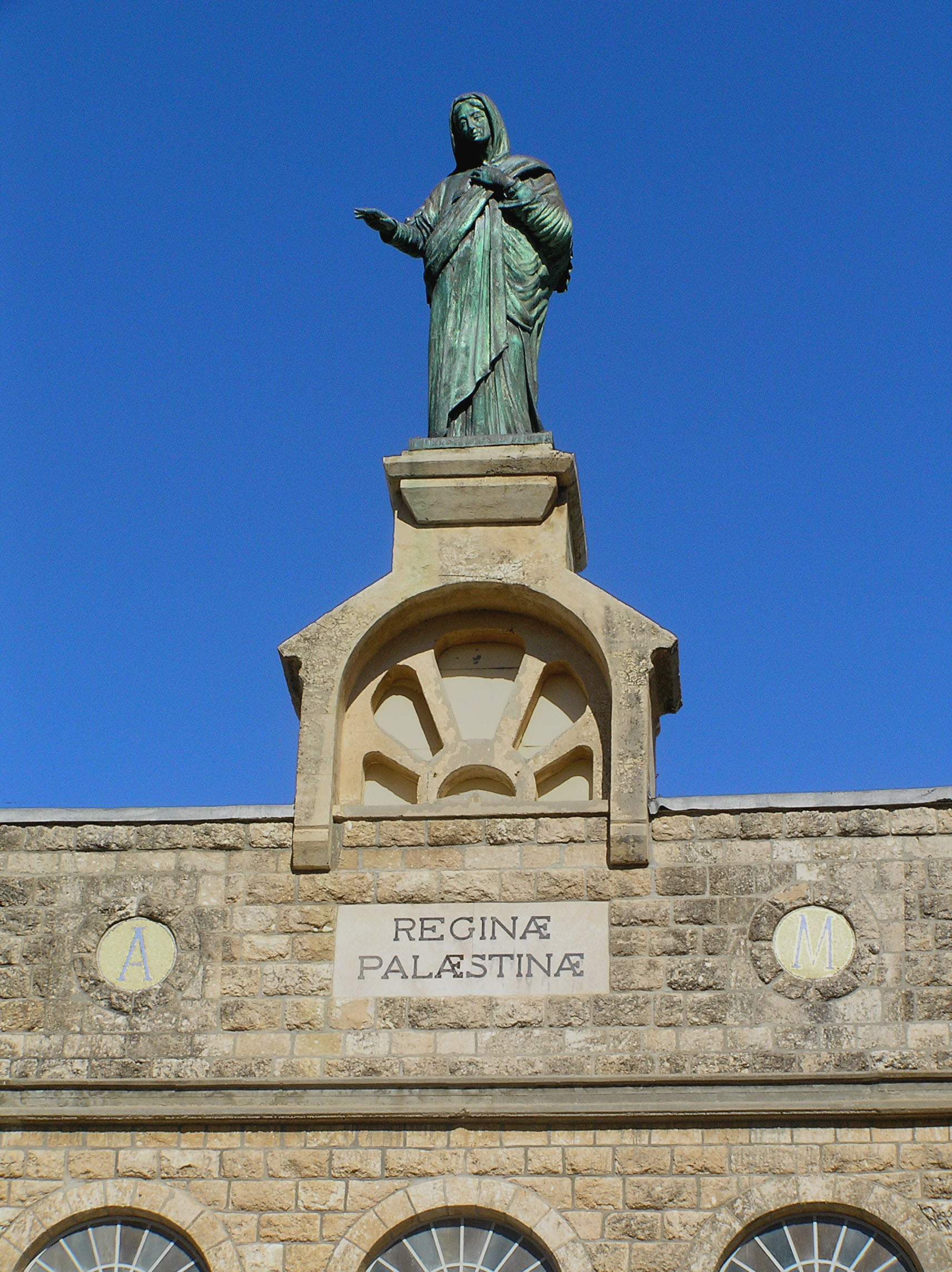
Estátua de Nossa Senhora, Rainha da Palestina

Deir Rafat (em árabe: دير رفات, em hebraico:  דיר ראפאת), também conhecido como Santuário de Nossa Senhora Rainha da Palestina e da Terra Santa, é um mosteiro católico no centro de Israel. Localizado a noroeste de Beit Shemesh, entre Givat Shemesh e o kibutz Tzora ao sul e Kfar Uria ao norte, ele está sob a jurisdição do Conselho Regional de Mateh Yehuda. Em 2019, tinha uma população de 97.

## História

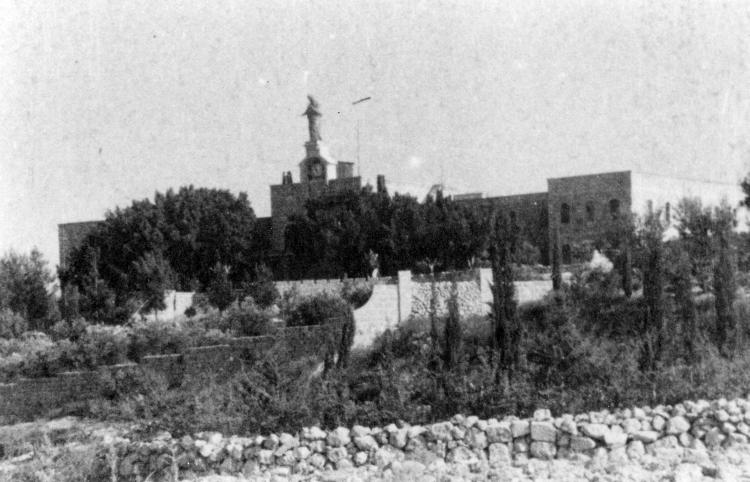
Mosteiro Deir Rafat, 1948

O mosteiro foi fundado em 1927 pelo Patriarca Latino Luigi Barlassina e continha um internato, um orfanato e um convento. Atualmente, o convento gere uma casa de hóspedes e um centro de retiro para crentes e peregrinos da Terra Santa. A fachada da igreja do convento apresenta a inscrição em latim "Reginæ Palæstinæ" lit. "à Rainha da Palestina", e carrega uma estátua de 6 metros da Virgem Maria. O teto da igreja é decorado com uma pintura que mostra anjos carregando faixas com as primeiras palavras da oração da Ave Maria em 280 idiomas. Desde 2009, o convento está aos cuidados do ramo feminino da ordem católica conhecida como " Família Monástica de Belém, da Assunção da Virgem e de São Bruno ", as Irmãs monásticas de Belém.

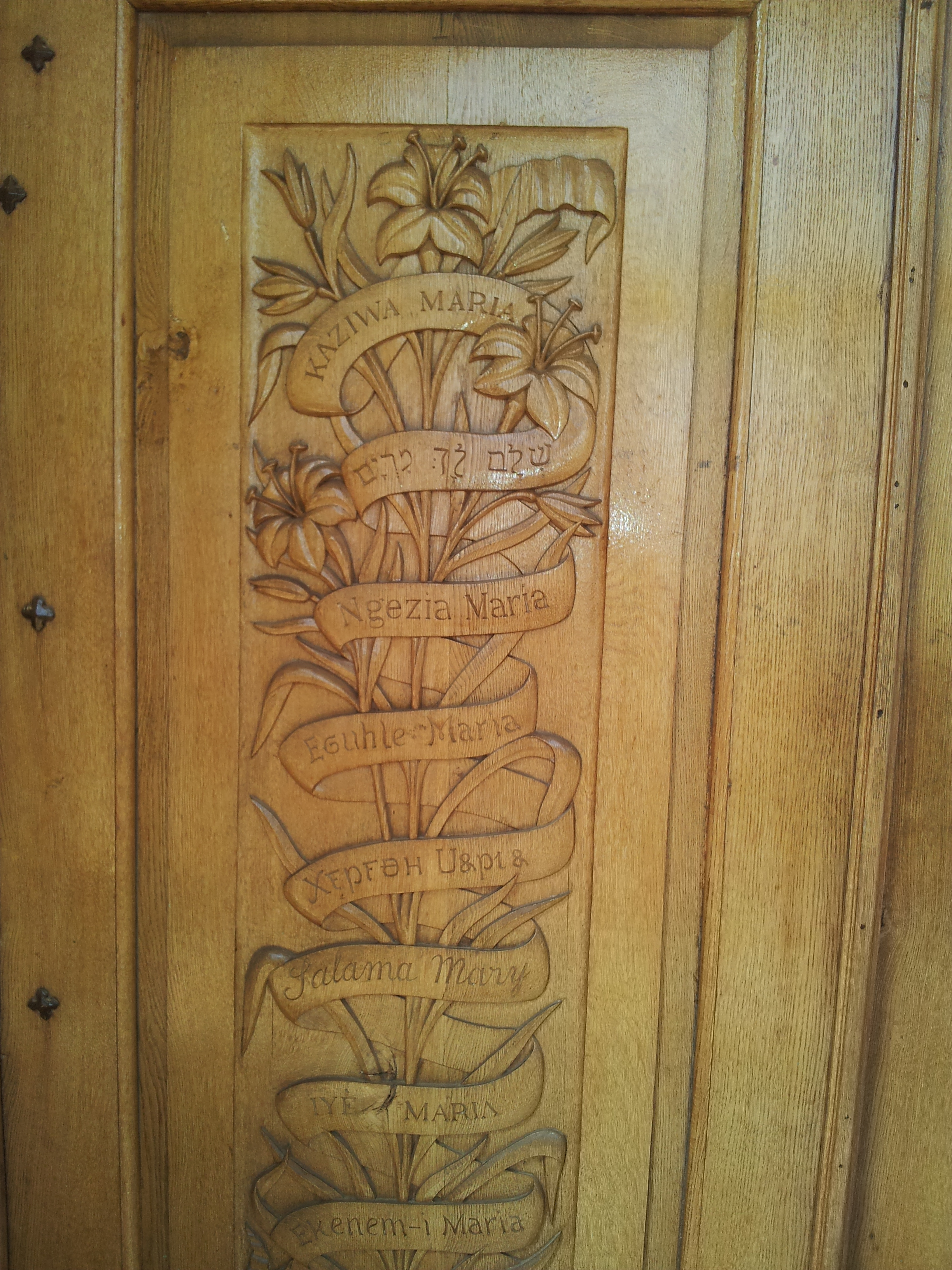
Portas de madeira com talha "Ave Maria" em várias línguas

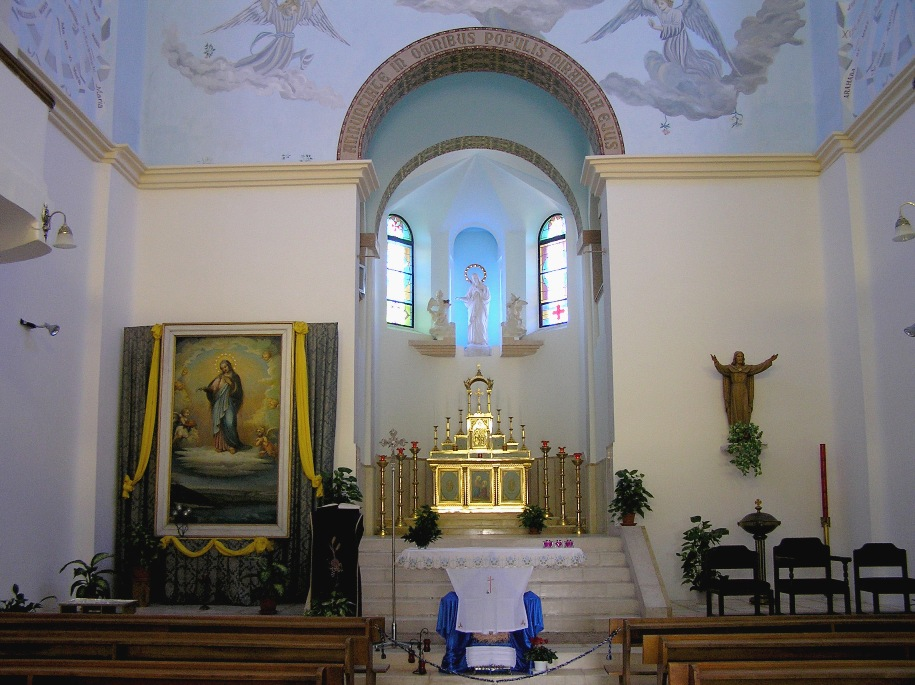
Interior da igreja